# EUR Palasport
EUR Palasport - stacja na linii B metra rzymskiego. Stacja została otwarta w 1955 roku w dzielnicy Esposizione Universale di Roma. Poprzednim przystankiem jest EUR Magliana, a następnym EUR Fermi.